# Молодёжненский поселковый совет
Молодёжненский поселковый совет (укр. Молодіжненська селищна рада, крымскотат. Molodöjnoye qasaba şurası) — административно-территориальная единица в Симферопольском районе АР Крым Украины (фактически до 2014 года), ранее до 1991 года — в  составе Крымской области УССР в СССР.
Образован Решением Крымского областного Совета депутатов трудящихся от 7 февраля 1972 года № 69 путём выделения села Солнечное Урожайновского сельсовета и села Молодёжное из Мирновского сельсовета, при этом село было преобразовано в посёлок городского типа (рабочий посёлок).
Население по переписи 2001 года составило более 7 350 человек.
К 2014 году в поссовет входило 1 пгт и 1 села:
- Молодёжное
- Солнечное.

С 2014 года на месте поссовета находится Молодёжненское сельское поселение.